# Felddivision 7

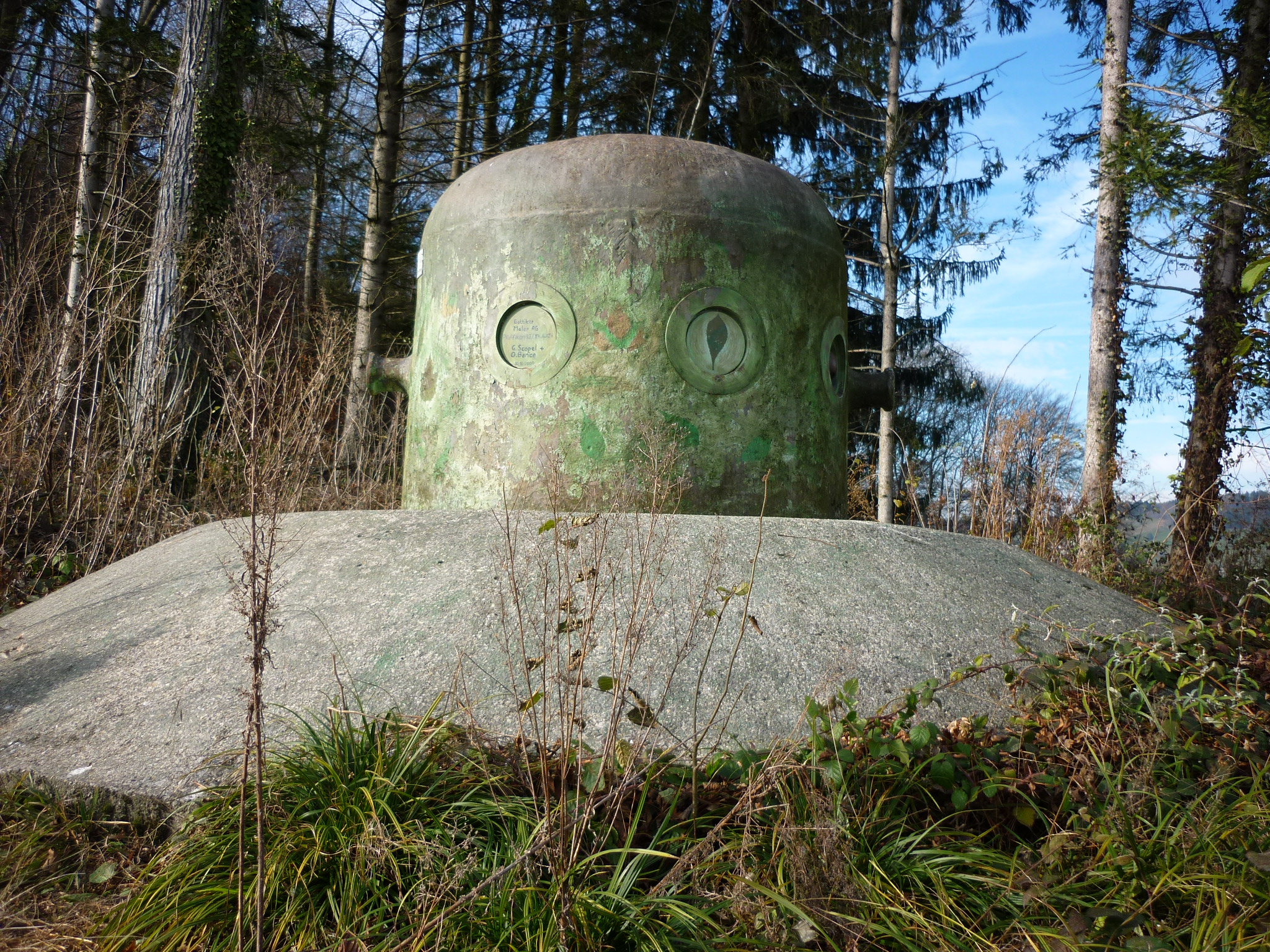
Panzerkuppel zur Artilleriebeobachtung, Grynau

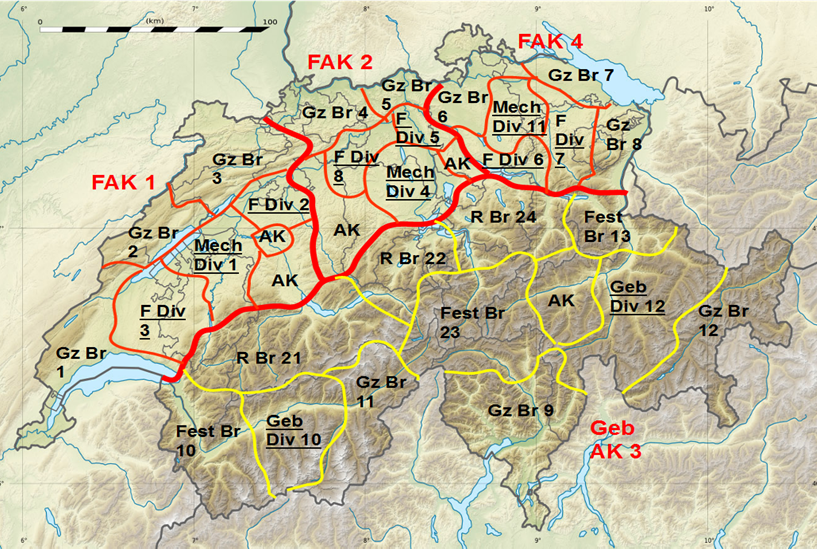
Feldarmeekorps 4 und Felddivision 6 im Grunddispositiv von 1992

Die Felddivision 7 war ein traditionsreicher Milizverband der Schweizer Armee, der mehrheitlich aus Ostschweizer Truppen bestand. Sie entstand 1867 aufgrund der Armeeeinteilung und wurde dem 2. Armeekorps unterstellt. Von 1911 bis 1936 wurde sie vorübergehend zur 6. Division umbenannt. 1940 wurde die 7. Division dem neu geschaffenen 4. Armeekorps unterstellt.
Mit der Armee 61 wurde sie zur Felddivision 7 unter dem Feldarmeekorps 4. 2003 wurde sie aus der kantonalen Militärhoheit entlassen und aufgelöst. Das Gros der Divisionsangehörigen trat in die neue Infanteriebrigade 7 über.

## Vorgeschichte
Mit dem Wiener Kongress von 1815 verpflichtete sich die Eidgenossenschaft zur dauernden, bewaffneten Neutralität und zu einer Neuregelung des Wehrwesens. Die kantonalen Truppen sollten im Kriegsfall zu einem eidgenössischen Heer zusammengezogen werden. Mit der Bundesverfassung von 1848 wurde begonnen, die kantonalen Truppen zu einem nationalen Heer zusammenzufassen. Mit der Totalrevision der Bundesverfassung von 1874 wurden die gesetzlichen Grundlagen für Aufbau, Ausrüstung, Ausbildung und Führung einer einheitlichen Armee sowie die Heeresklassen Auszug (20. bis 32. Altersjahr) und Landwehr (33 bis 44) geschaffen, die alle zwei Jahre einen Wiederholungskurs zu leisten hatten. Nach der Armeeeinteilung von 1867 gehörte das Gros der Ostschweizer Truppen zur 7. Armeedivision. 1907 wurde zum jährlichen Wiederholungskurs gewechselt. Mit der Truppenordnung von 1911, welche im Jahr 1912 in Kraft trat, wurden die bisherigen acht Divisionen auf sechs reduziert, wodurch die 7. Division zur 6. Division wurde. Von 1905 bis 1912 war Heinrich Schiess Kommandant der 7. Division.
Der Kommandant, Paul Schiessle, musste seine Truppen im ersten Kommandojahr in die Kaisermanöver im Raum Kirchberg-Wil von 1912 führen, bei denen der deutsche Kaiser Wilhelm II. offenbar zur Überzeugung kam, dass die Schweiz ihr Territorium gegen den allfälligen Durchmarsch französischer Heere verteidigen konnte. Der deutsche Schlieffen-Plan sah vor, die französische Festungsfront durch schwach verteidigtes belgisches und luxemburgisches Gebiet zu umgehen. Dabei sollte das Schwergewicht der Kräfte auf den rechten Flügel gelegt und der linke (französische Festungsfront und Schweiz zur Umgehung) vernachlässigt werden.

Oberstdivisionär Schiessle
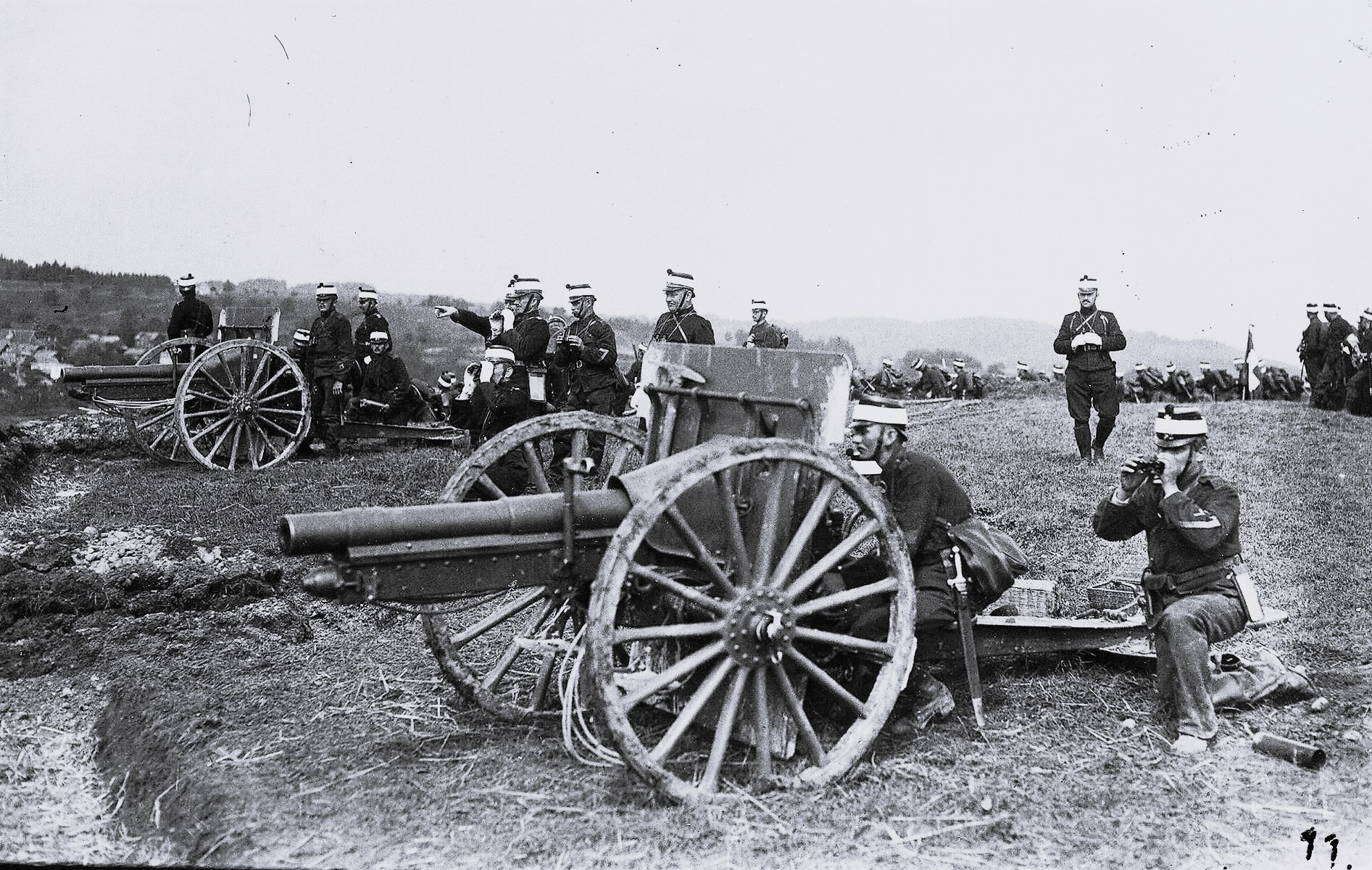
Kaisermanöver Kirchberg
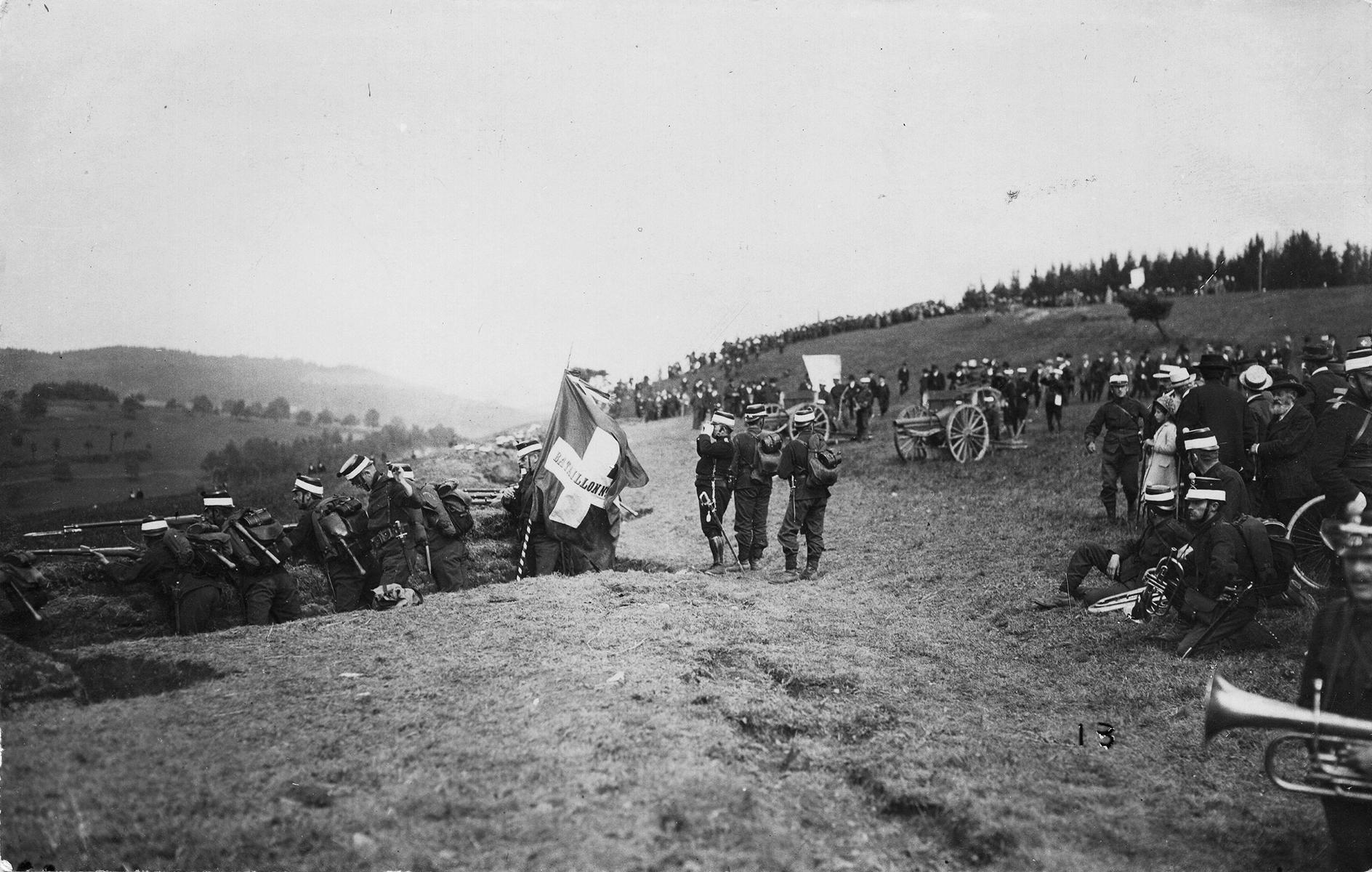
Kaisermanöver 1912

## Erster Weltkrieg
In der ersten Grenzbesetzung 1914–1918 mobilisierte die 6. Division vorwiegend in Frauenfeld, Wil, Herisau, St. Gallen, Walenstadt und Chur. Sie wurde von 1915 bis 1918 als Armeereserve und Grenzwachttruppe eingesetzt.
Zur 6. Division gehörten laut «Ordre de Bataille» von 1917 die Infanteriebrigaden 16 (Infanterieregimenter 31 und 32) und 17 (Inf Rgt 33 und 34) sowie die Gebirgsbrigade 18 (Gebirgsjägerregimenter 35 und 36) mit den folgenden Bataillonen:
- Inf Rgt 31: Bat 73 TG, 74 TG, 75 TG
- Inf Rgt 32: Bat 79 SG, 80 SG, 85 GL
- Inf Rgt 33: Bat 78 SG, 81 SG, 82 SG
- Inf Rgt 34: Bat 83 AR, 84 AR/AI, Schützenbataillon 7 GR/TG
- Geb J Rgt 35: Geb Bat 76 SG, 77 SG, Geb S Bat 8 AR/SG
- Geb J Rgt 36: Geb Bat 91 GR, 92 GR, 93 GR

Dazu gehörten die Fahrende Mitrailleur Abteilung 6, die Radfahrerkompanie 6, die Guidenabteilung 6 sowie die Artilleriebrigade 6.
Der Kriegsbestand der 6. Division (inklusive Gebirgsbrigade 18) betrug: 1074 Offiziere, 27.186 Unteroffiziere und Soldaten, 7531 Pferde, 18.577 Gewehre, 126 Maschinengewehre, 287 Säbel, 68 Geschütze.
Mit der Truppenordnung von 1938 (TO 38) wurde aus der 6. wieder die 7. Division.

Offiziere der 6. Division
Beobachtungsposten der 6. Division am Blauen
Blockhaus im Bruderholz
Divisionspark im Biwak

## Zweiter Weltkrieg
Nach der Mobilmachung im Zweiten Weltkrieg besetzte die Schweizer Armee aufgrund des Operationsbefehls Nr. 2 vom 4. Oktober 1939 die Limmatstellung, um einen Angriff aus dem Norden und eine Umgehung der Maginotlinie durch die Schweiz aufhalten zu können.
Anfangs 1940 wurde die Schweizer Armee teilweise neu gegliedert und ein 4. Armeekorps geschaffen. Die dem 4. Armeekorps unterstellte 7. Division bezog unter ihrem Kommandanten Hermann Flückiger im September 1939 mit rund 13'000 Mann (Infanterieregimenter 31, 33, 34, 85) die Linthstellung. Die Linthebene war in den meisten deutschen Operationsplanungen das Ziel mechanisierter Verbände und/oder Luftlandetruppen. Im Mai 1940 befahl der General den Bau von 20 Infanteriewerken samt Infanterie- und Panzerhindernissen längs des Linthkanals, wovon vier Stände mit Panzerkuppeln zur Artilleriebeobachtung.
Die 7. Division verfügte über drei Abwehrfronten/Kampfgruppen: die rechte verlief vom Federispitz über Schänis-Unter Bilten zum Sunnenberg, die mittlere von Unter Bilten bis Reichenburg mit einem Stützpunkt auf dem Benkner Büchel und die linke von Reichenburg entlang der Bahnlinie bis Buttikon, zweigte dort nach Tuggen ab und endete bei der Grynau. Die Artilleriestellungen befanden sich im Raum Niederurnen und Holeneich-Lachen.
Entsprechend dem Fortschritt beim Bau der Festungen im Reduit, dem Anlegen von Vorräten (für sechs Monate) für die Truppe und die dortige Bevölkerung, wurden die Divisionen nach und nach aus der Limmatstellung abgezogen und in die Zentralraumstellung (Reduit) verlegt.  Die 7. Division verblieb in der Linthstellung, da diese in die neue Zentralraumstellung der Armee einbezogen wurde. Die an der Limmatlinie im Juni 1940 gestoppten Bauarbeiten wurden an der Linthstellung im Juli 1940 wieder aufgenommen.
Mit dem «Operationsplan West» wurde das Gros der 7. Division Anfang Juni 1940 kurzfristig in den Jura (Hauenstein-Passwang) verlegt. In der Linthstellung verblieb die «Gruppe Linth» unter Oberst Hans Frick mit je drei Infanterie- und Artillerieregimentern in Divisionsstärke. Die Gruppe hatte den Auftrag, den Gegner am Überschreiten der Linth zwischen Walen- und Zürichsee zu hindern sowie die Stellungen an und hinter der Linth und entlang des Zürichsees bis Bäch zu halten.
Die Linthebene nahm im Dispositiv der Armee eine wichtige Rolle ein, da sie den Zugang zum Glarnerland mit den drei Alpenübergängen Pragel-, Klausen- und Kistenpass und einen Vorstoss über Wägital, Sihlsee in das Becken von Schwyz ermöglichte. Zusätzlich zu den permanenten Befestigungen wurde die Überflutung der Linthebene als Verteidigungsmassnahme mit den Linthstauanlagen vorbereitet.

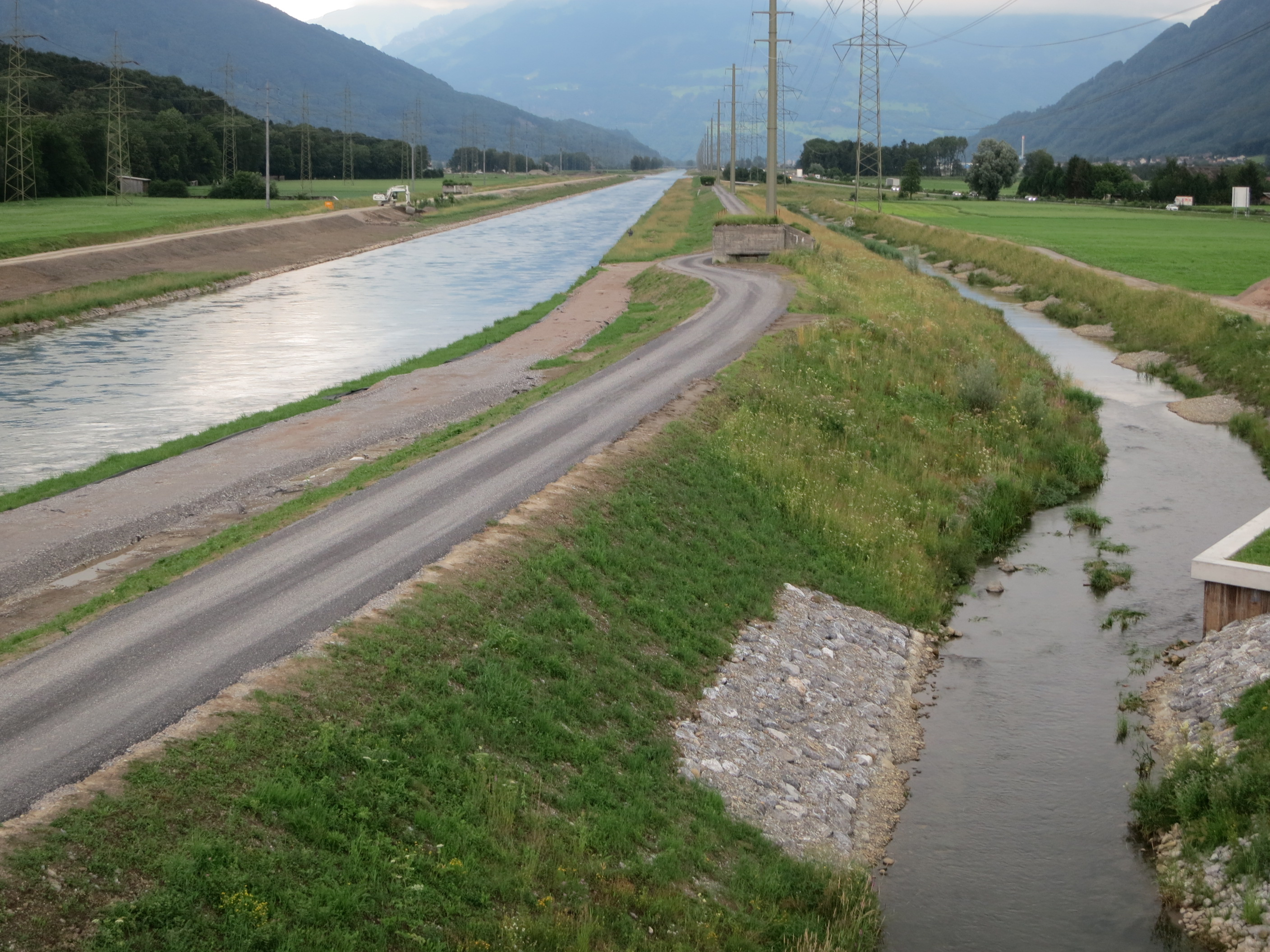
Bunker entlang der Linth
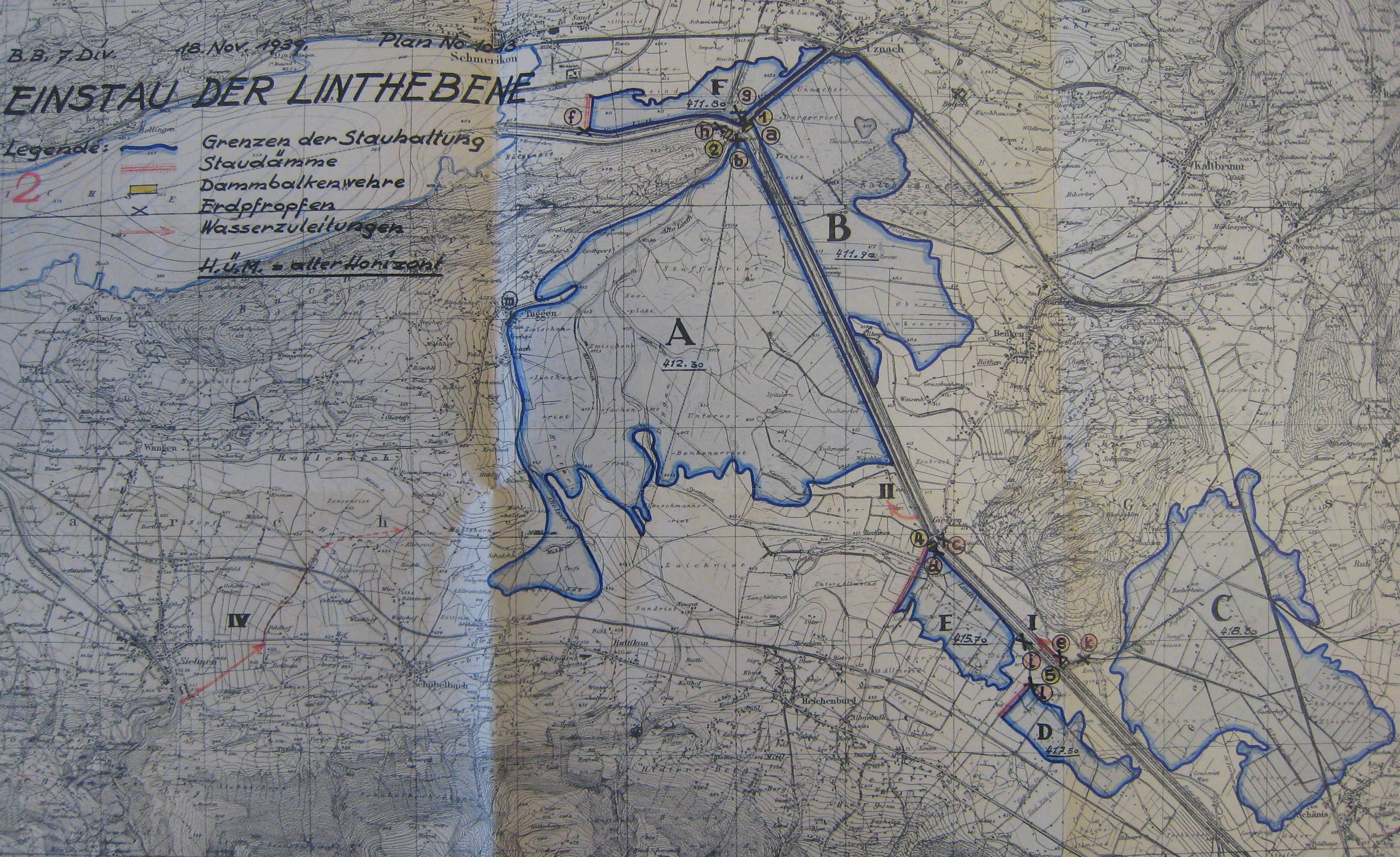
Einstau der Linthebene
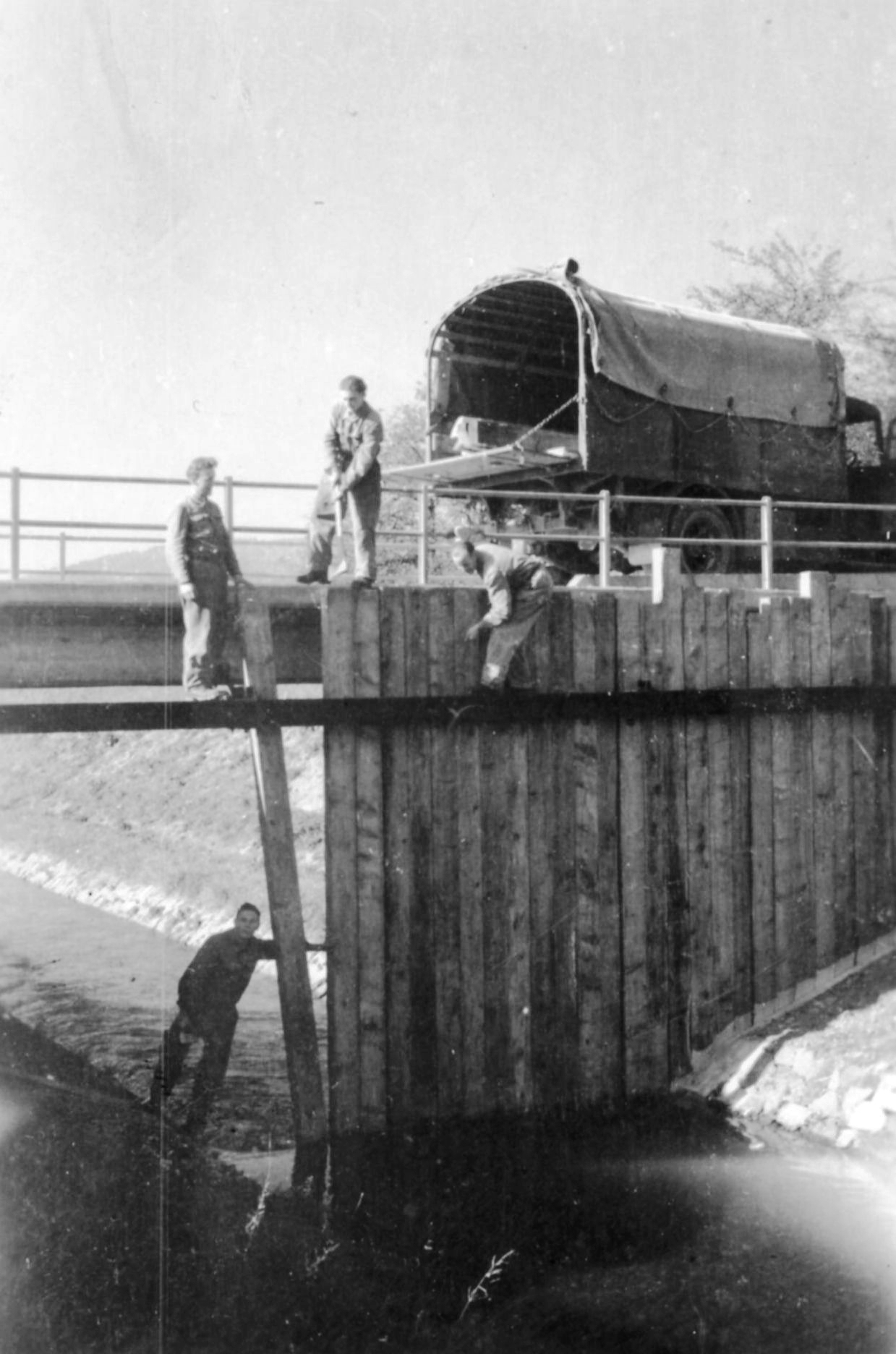
Einbringen von vorbereiteten Holzbohlen (Nadelwehr) an einer Hintergrabenbrücke
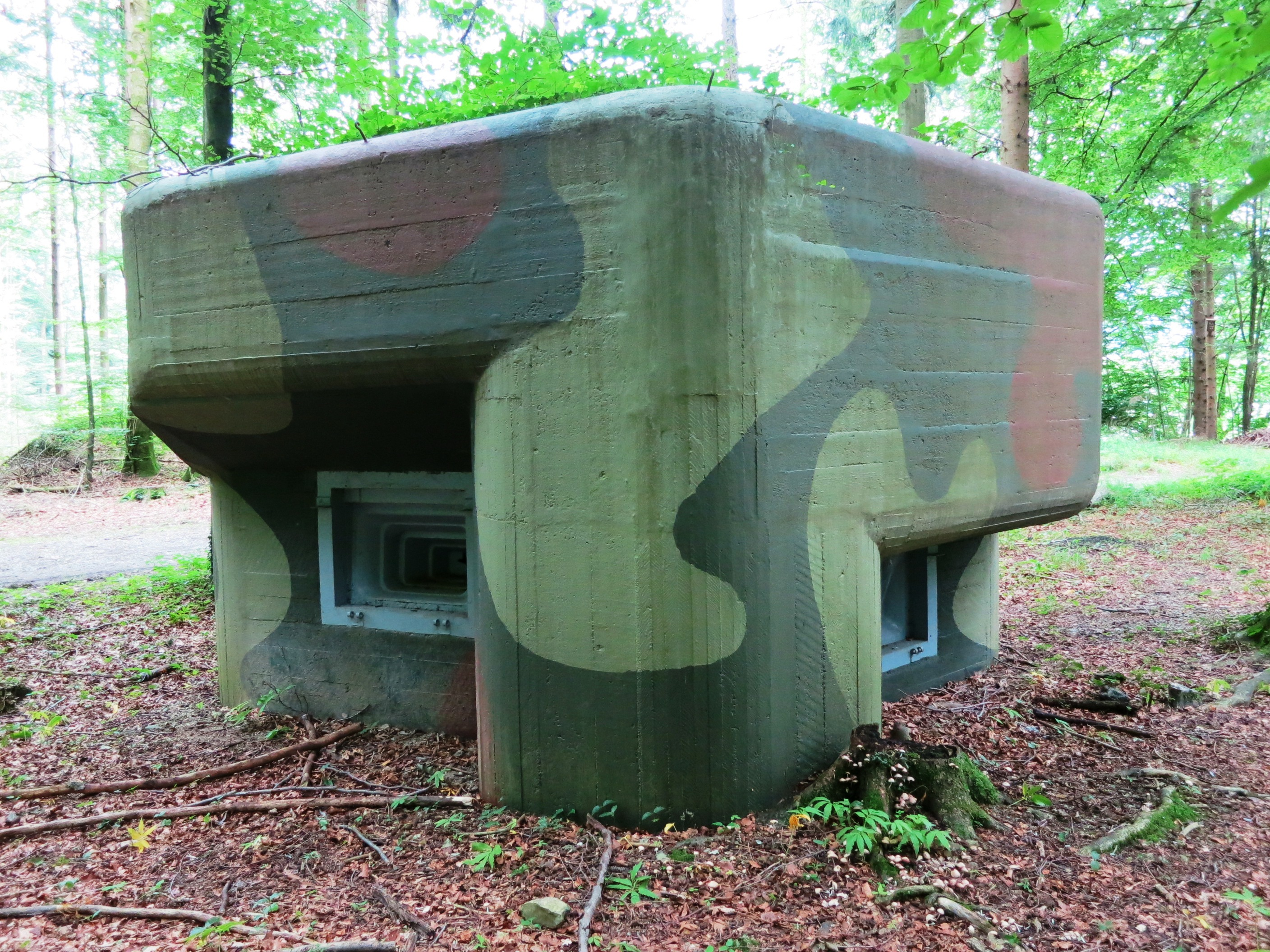
Infanteriewerk Mösliflue, Benkner Büchel

Im August 1940 erhielt die 7. Division den Befehl, die Zentralraumstellung im Abschnitt Reichenburg-Grynau-Buechberg-Obersee-Etzel mit Hauptstützpunkten im Linthgebiet und am Etzel zu halten und einen gegnerischen Stoss ins Wägi-, Sihl- und Alpthal zu verhindern. Hierzu wurden die Hauptkampfgruppen Linth, Lachen, Etzel und das Kampfdetachement Wägital gebildet. Für sie wurden die Felswerke Grynau und Benkner Büchel, die Artilleriewerke in Oberurnen und Eingangs Wägital, die Verbreiterung und Vertiefung der Kanäle beidseits der Linth (Zürichsee bis Grynau) als zusätzliche Tankhindernisse sowie Sprengobjekte bei den Linthbrücken, Seedamm, Teufelsbrücke, Wägital erstellt.
Mit dem neuen Operationsbefehl des 4. Armeekorps vom Januar 1941 wurde das Dispositiv der 7. Division vom linearen Verteidigungskampf zum tiefgestaffelten Verzögerungskampf (ab Linthebene) angepasst, in dem die Front umgruppiert und auf die Höhenzüge Rinderweidhorn-Stöcklikreuz-Etzel zurückverlegt wurde: primär waren die Zugänge zum Wägital und Sihlseeraum zu sperren und die Höhen östlich des Etzels bis zur Wägitaler Aa zu befestigen. Es wurden die neuen Kampfgruppen «Bataillon Linth» (Sperrstellung hinter der Linth, Linthstauanlagen), «Pfiffegg» (Zugang Wägital), «Oberegg» (Zugang Sihlseeraum), «Etzel» (Etzelübergang) gebildet sowie das Infanterieregiment 34 als Divisionsreserve bestimmt. Die Artillerie (Feldartillerieabteilungen 19 und 21) befand sich im Sihlseeraum. Im Verlaufe des Jahres 1942 wurde die volle Kampfbereitschaft erreicht (Befestigungsbauten erstellt, Munitions-, Lebensmittel- und Kriegsmaterialdepots errichtet). Der Auftrag blieb bis zum Ende der Reduitzeit unverändert.

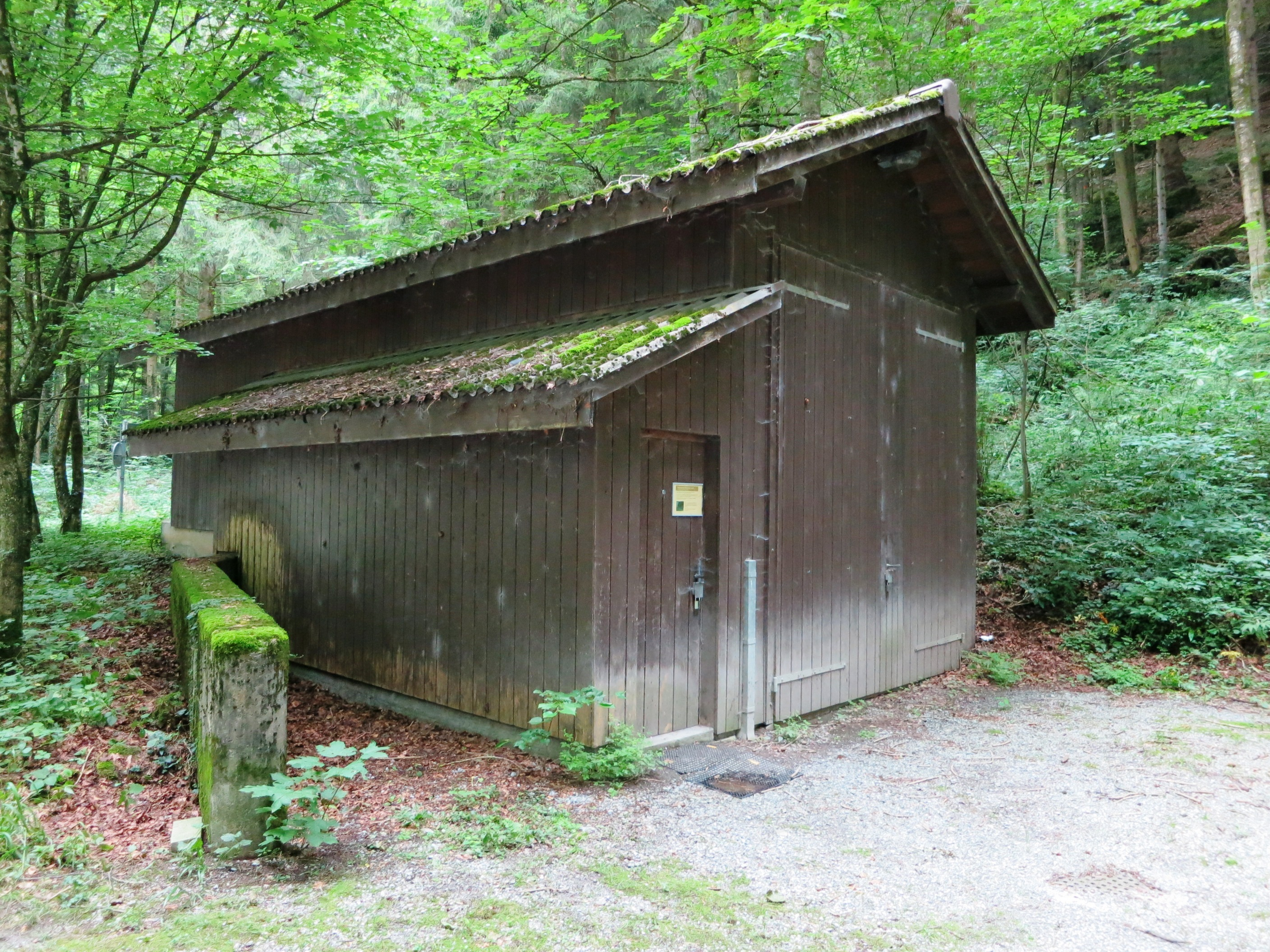
Infanteriewerk Mösliflue, Benkner Büchel
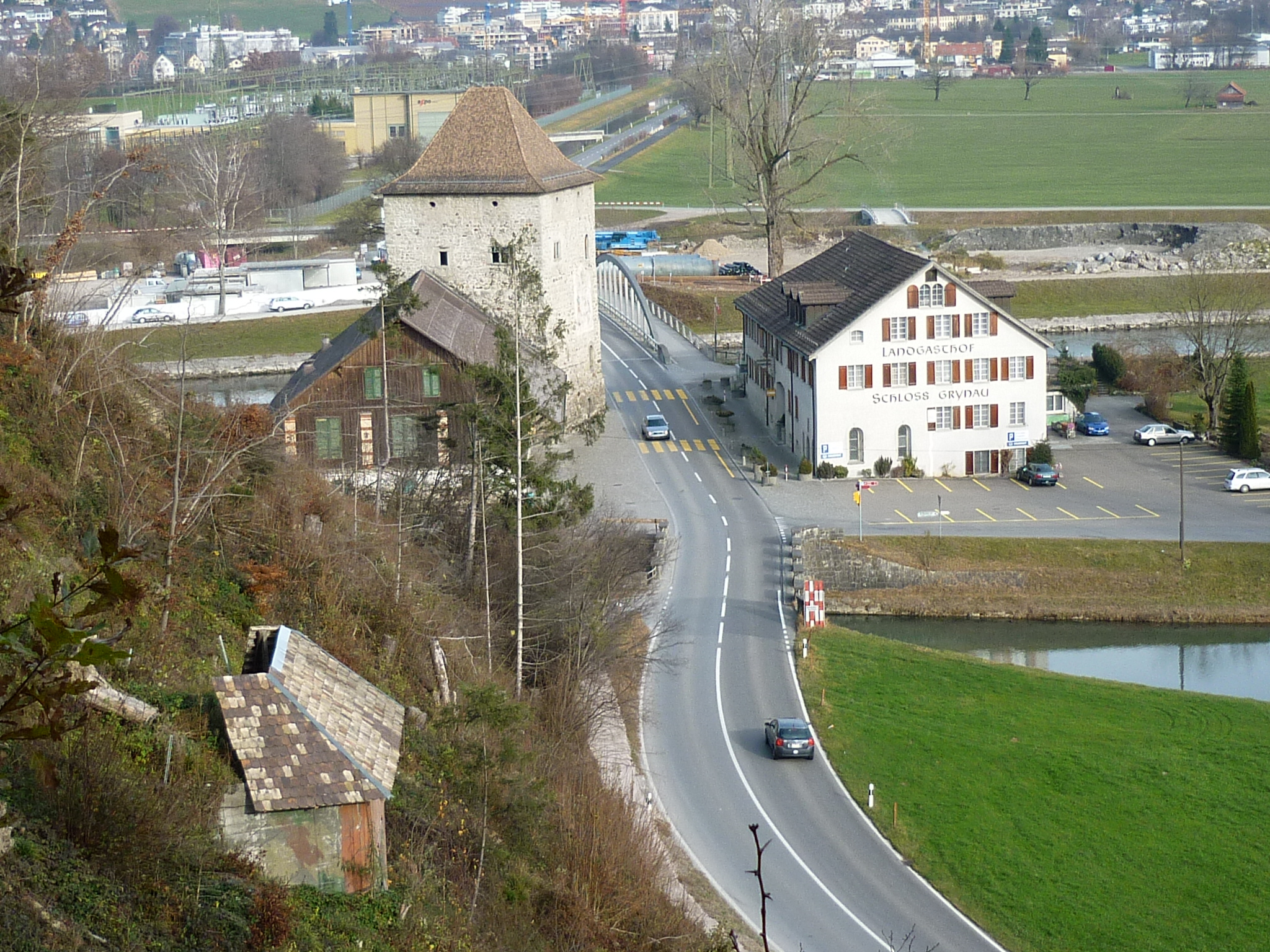
Festung Grynau
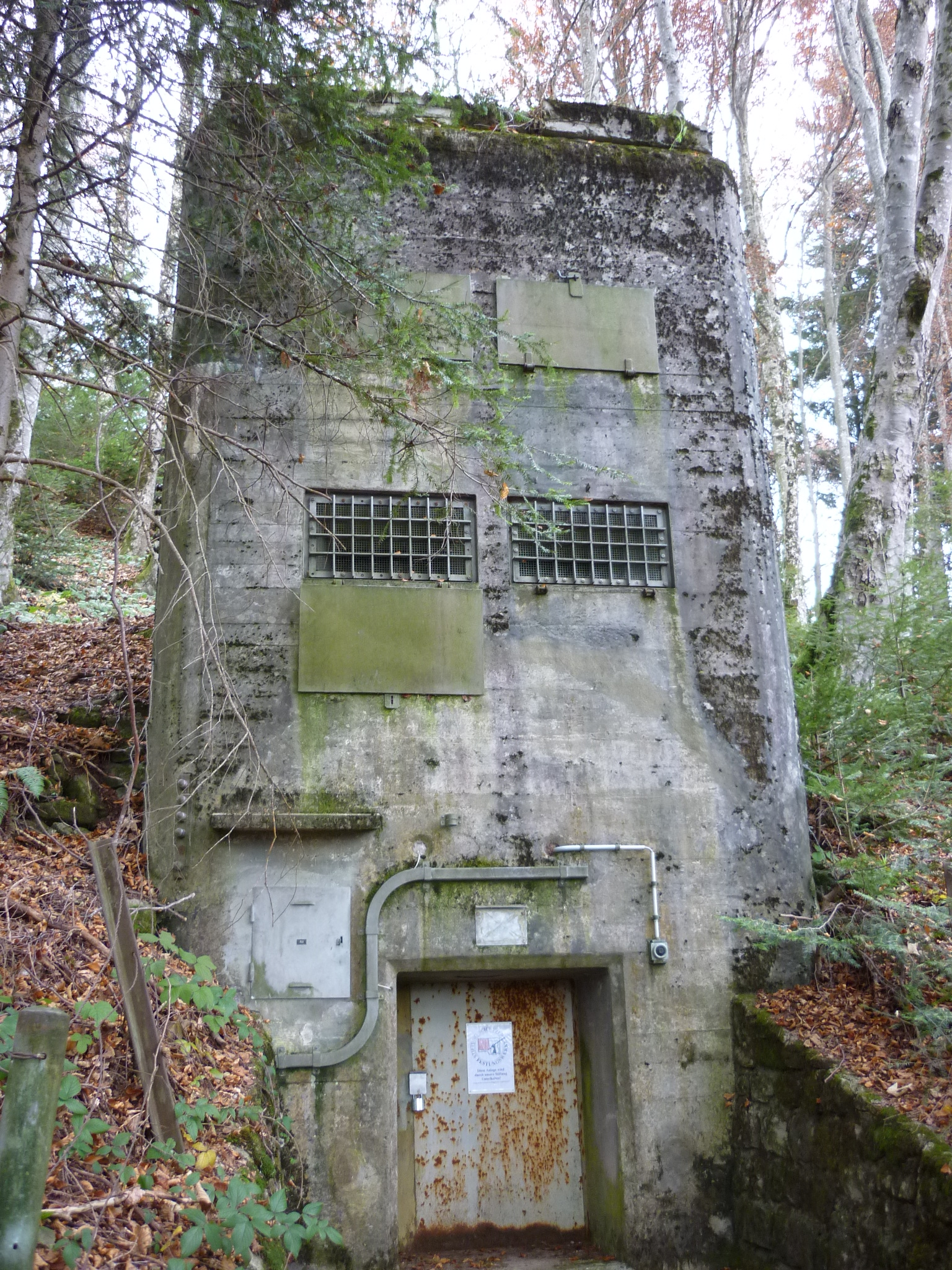
Artilleriebeobachterwerk Etzel Kulm
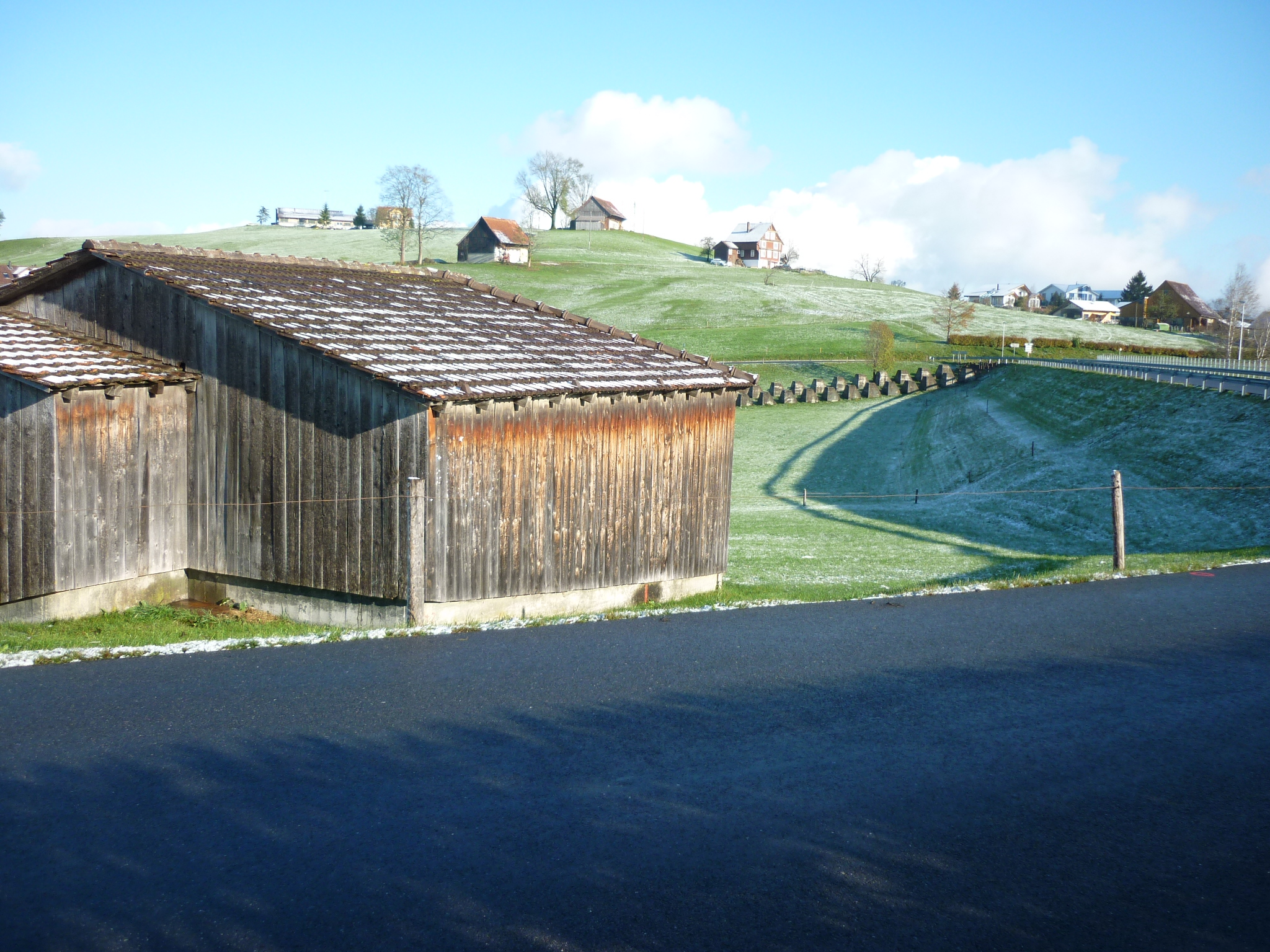
Sihlseedamm Hüendermatt mit Sperre und getarntem Bunker

## Kalter Krieg und Armeereformen
Nach dem Zweiten Weltkrieg wurden die feldmässig erstellten Anlagen eingedeckt, während die permanenten weiter unterhalten wurden. Die Bunker am Linthkanal dienten bis Mitte der 1980er Jahre als Maschinengewehrstellungen und später als Truppenunterstände. Der letzte Unterstand am Fusse des Buechbergs wurde 1992, das Werk Grynau 1994 aus der Geheimhaltung entlassen.
Ab 1948 erfolgten die Wiederholungskurse wieder normalen dreiwöchigen Turnus. Mit der Truppenordnung 51 (TO 51) übernahm die 7. Division wieder die Strukturen der TO 36, dazu erhielt sie eine Aufklärungs- und eine mobile leichte Flababteilung. 1955 wurde im Manöver erstmals das Verhalten bei einem Angriff mit Atomwaffen geübt.
1954 hatte das Thurgauer Regiment 31 während der Indochinakonferenz in Genf ausserordentlichen Bewachungsdienst zu leisten.
Mit der Armee 61 wurden grosse Manöver und Gesamtverteidigungsübungen durchgeführt. Die Truppenordnung 61 brachte eine dem modernen Kriegsbild angepasste Einsatzdoktrin. Mit der Truppenführung 69 wurde die Kampfform der Abwehr entwickelt, für deren Anwendung weite Teile der Ostschweiz günstige Voraussetzungen boten.
Das Gros der Truppen kam aus den Kantonen St. Gallen, Thurgau und den beiden Appenzell, dazu kamen Truppen aus den Kantonen Schaffhausen, Zürich und Glarus. Der Einsatzraum der Felddivision 7 inklusive Grenzbrigade 7 erstreckte sich über die ganze Ostschweiz: von der natürlichen Grenze des Bodensees, über die sanften Hügelzüge des Thurgaus, dem vielgestaltigen St. Gallen und dem voralpinen Gelände im Appenzell und Toggenburg. Im Einsatzraum der Felddivision 7 befanden sich die Sperrstellen Schönholzerswilen, Sittertobel.
Mit der Armee 95 wurde ein neuer Wiederholungskurs (WK)-Rhythmus eingeführt und es fand ein fliessender Übergang zur Armee XXI statt. Mit der Armee XXI wurden alle Armeekorps und Divisionen aufgelöst und damit die seit rund 140 Jahren bestehende Felddivision 7. Mit der Armeereform traten die Kantone ihre Militärhoheit an den Bund ab.

### Einheiten
- Grenzbrigade 7
- Infanterieregimenter 31 TG, 33 SG, 34 SG/AR/AI
- Panzerbataillon 7
- Artillerieregiment 7
- Mobile Leichte Fliegerabwehrabteilung 7
- Genieregiment 7

### Divisionsweg

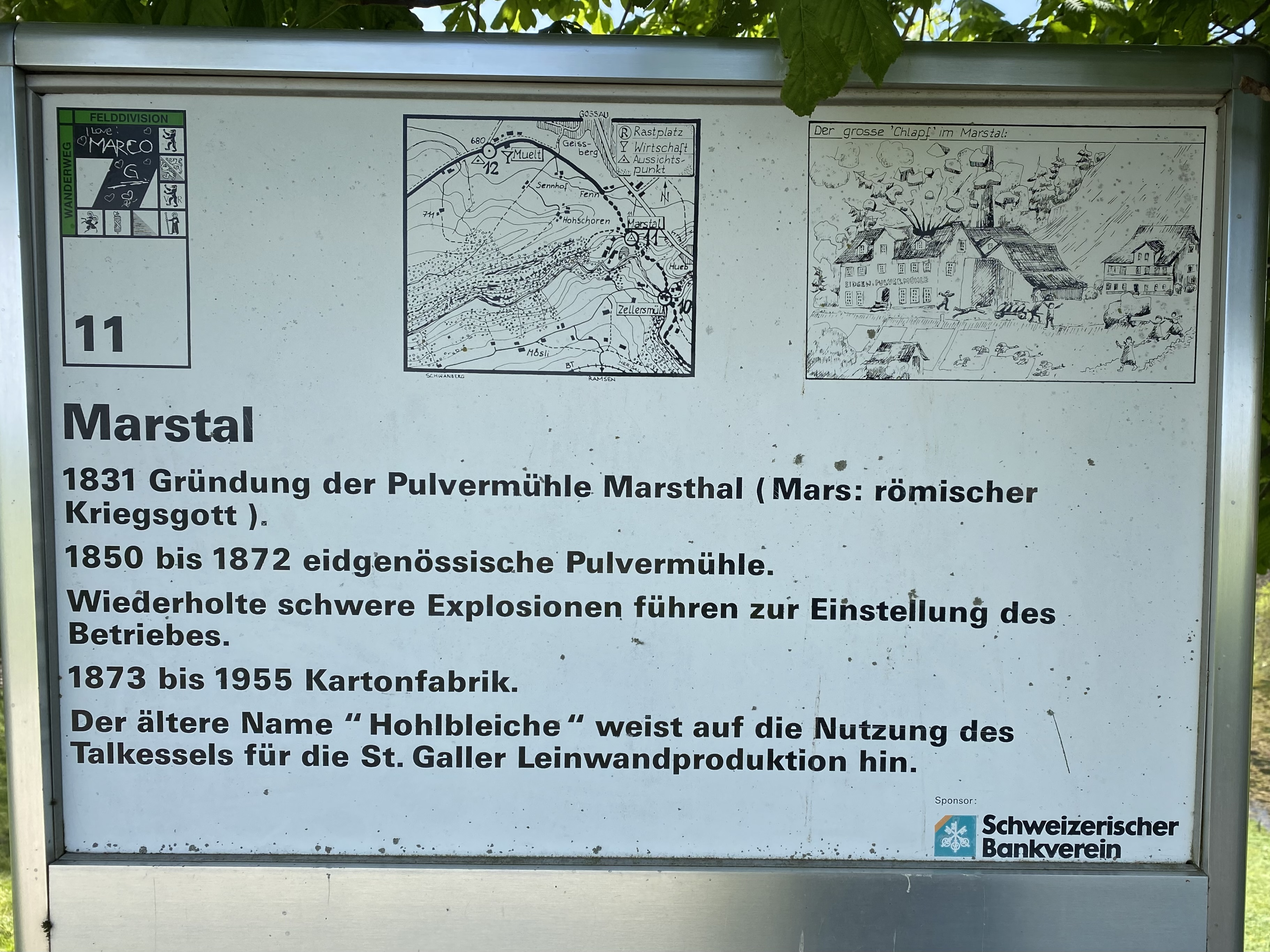
Posten 11: Marstal
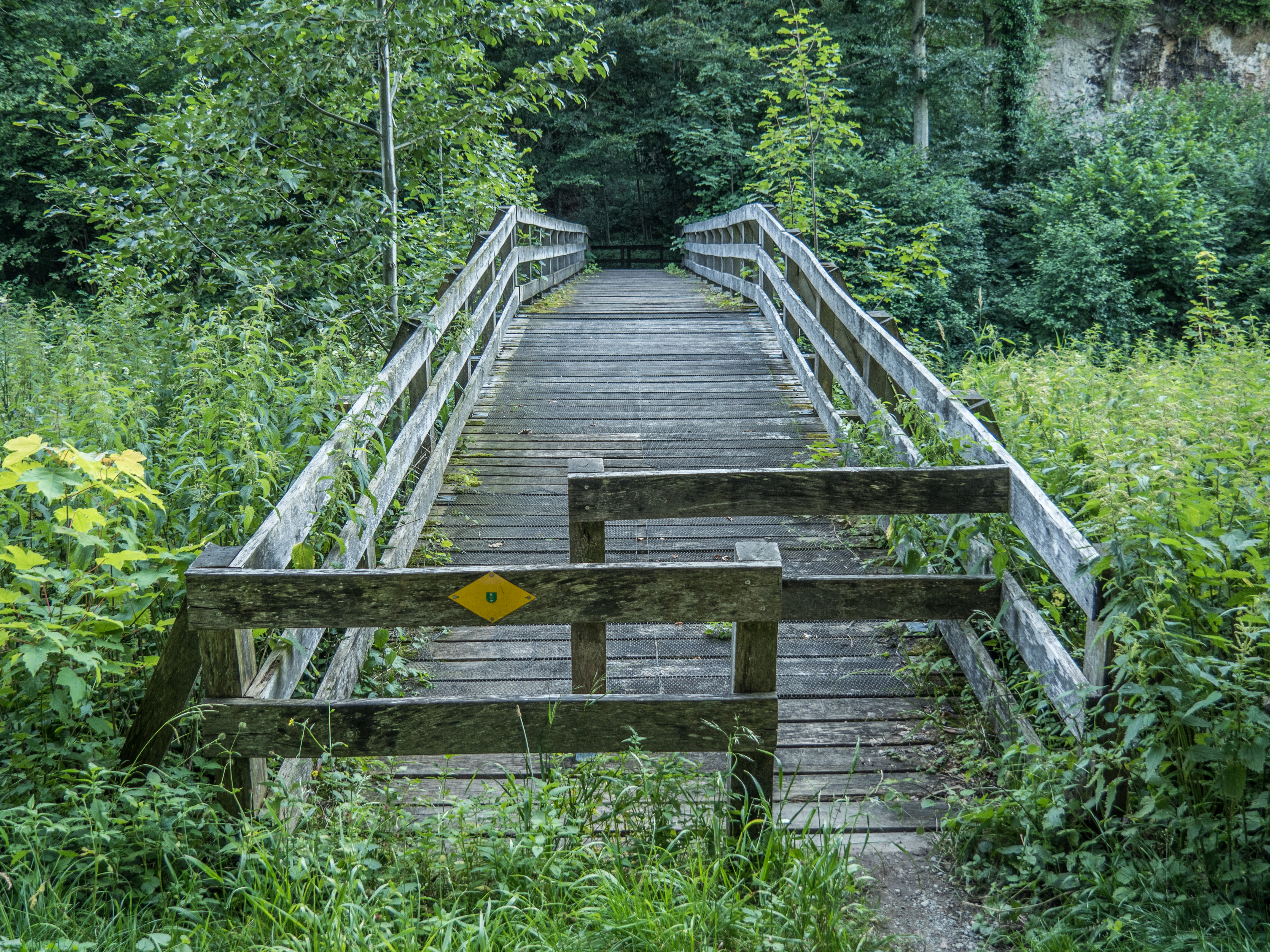
Divisionssteg bei Espel SG (Posten 15)
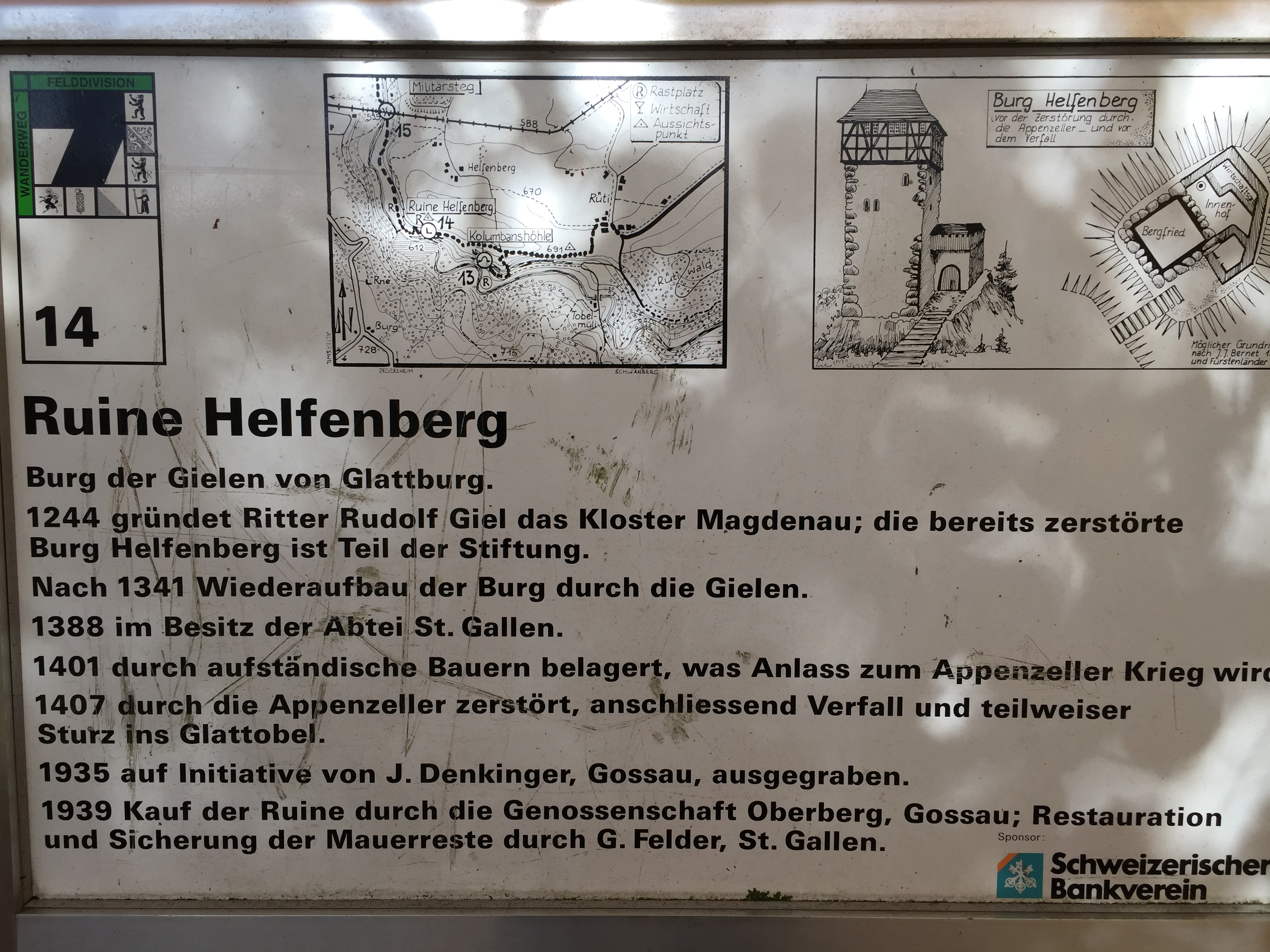
Posten 14: Ruine Helfenberg

1988 wurde zum 50-jährigen Jubiläum ein durchgehender Wanderweg zwischen Appenzell und Bischofszell errichtet, der zum Teil auf bestehendem Wanderwegnetz basiert, dem Divisionsweg. Im Rahmen der Errichtung wurde nahe Espel SG ein Steg über die Glatt errichtet. Entlang des 40 Kilometer langen Weges wurden 26 Infotafeln aufgestellt; ein Führer hierzu erschien dazu.

## Benennung der Felddivision 7 im Lauf der Geschichte
- 1867–1911: VII. Armeedivision (MO 13. November 1874), 2. Armeekorps
- 1911–1936: 6. Division (TO 11)
- 1936–1961: 7. Division, Grenzdivision 7 (TO 36), 4. Armeekorps ab 1940
- 1962–2003: Felddivision 7 (TO 61), Feldarmeekorps 4

## Museen und militärhistorische Vereine
- Die Stiftung Schwyzer Festungswerke sichert und pflegt seit dem Jahr 2000 das militärhistorische Erbe im Kanton Schwyz und führt in den von ihr erworbenen Festungen Führungen und Besichtigungen durch. Bei Schindellegi, Grynau und am Etzel  wurden  Bunkergeschichtslehrpfade eingerichtet.